# Ремеделло
Ремеделло (італ. Remedello) — муніципалітет в Італії, у регіоні Ломбардія, провінція Брешія.
Ремеделло розташоване на відстані близько 420 км на північний захід від Рима, 95 км на схід від Мілана, 28 км на південь від Брешії.
Населення — 3380 осіб (2014).
Щорічний фестиваль відбувається 6 серпня (S. Donato), 10 серпня (S. Lorenzo). Покровитель — San Donato.

## Демографія
Населення за роками:

Станом на 1 січня 2023 року в муніципалітеті офіційно проживало 615 іноземців з 28 країн, серед них 106 громадян країн Євросоюзу та 5 громадян України.

## Сусідні муніципалітети
- Аккуафредда
- Азола
- Казальморо
- Фієссе
- Гамбара
- Ізорелла
- Візано